# Гарлан (Індіана)
Гарлан (англ. Harlan) — переписна місцевість (CDP) в США, в окрузі Аллен штату Індіана. Населення — 1577 осіб (2020).

## Географія
Гарлан розташований за координатами 41°11′48″ пн. ш. 84°55′28″ зх. д. / 41.19667° пн. ш. 84.92444° зх. д. (41.196543, -84.924540).  За даними Бюро перепису населення США в 2010 році переписна місцевість мала площу 8,04 км², уся площа — суходіл.

## Демографія
Згідно з переписом 2010 року, у переписній місцевості мешкали 1634 особи в 575 домогосподарствах у складі 441 родини. Густота населення становила 203 особи/км².  Було 619 помешкань (77/км²).
Расовий склад населення:
| - 97,4 % — білих - 0,4 % — чорних або афроамериканців - 0,1 % — корінних американців - 0,1 % — азіатів |

До двох чи більше рас належало 1,5 %. Частка іспаномовних становила 2,8 % від усіх жителів.
За віковим діапазоном населення розподілялося таким чином: 31,5 % — особи молодші 18 років, 57,9 % — особи у віці 18—64 років, 10,6 % — особи у віці 65 років та старші. Медіана віку мешканця становила 31,1 року. На 100 осіб жіночої статі у переписній місцевості припадало 100,0 чоловіків;  на 100 жінок у віці від 18 років та старших — 95,6 чоловіків також старших 18 років.
Середній дохід на одне домашнє господарство  становив 70 821 долар США (медіана — 64 188), а середній дохід на одну сім'ю — 70 752 долари (медіана — 65 978). Медіана доходів становила 54 056 доларів для чоловіків та 32 159 доларів для жінок. За межею бідності перебувало 4,4 % осіб, у тому числі 8,8 % дітей у віці до 18 років та 3,6 % осіб у віці 65 років та старших.
Цивільне працевлаштоване населення становило 862 особи. Основні галузі зайнятості: освіта, охорона здоров'я та соціальна допомога — 28,2 %, виробництво — 20,6 %, будівництво — 11,5 %, науковці, спеціалісти, менеджери — 10,2 %.